# Daon
Daon é uma comuna francesa na região administrativa da Pays de la Loire, no departamento de Mayenne. Estende-se por uma área de 17,93 km². Em 2010 a comuna tinha 508 habitantes (densidade: 28,3 hab./km²).